# Coupe de France 1964/65
Der Wettbewerb um die Coupe de France in der Saison 1964/65 war die 48. Ausspielung des französischen Fußballpokals für Männermannschaften. In diesem Jahr meldeten 1.184 Vereine.
Titelverteidiger Olympique Lyon schied bereits in der ersten Runde aus. Gewinner der Trophäe wurde der Stade Rennais Université Club. Dies war sein erster Pokalsieg bei der dritten Finalteilnahme nach 1922 und 1935. Endspielgegner Union Athlétique Sedan-Torcy stand ebenfalls bereits zum dritten Mal in einem Finale; bei den beiden vorangegangenen Teilnahmen (1956 und 1961) hatte das Klubmaskottchen, eine stattliche Bache, den Ardennern Glück und Erfolg gebracht. Das gelang „Dora“ in diesem Jahr nicht erneut. Von den unterklassigen Teilnehmern schafften es drei Zweitdivisionäre (AS Cherbourg, OGC Nizza und Stade Reims) bis ins Achtelfinale, Nizza sogar noch eine Runde weiter. Erfolgreichste Amateure waren die Fußballer des drittklassigen SSMC Miramas und des Ehrendivisionärs (vierte Ligastufe) Olympique Saint-Quentin, die ebenfalls das Achtelfinale erreichten.
Nach den von den regionalen Untergliederungen des Landesverbands FFF organisierten Qualifikationsrunden griffen ab der Runde der letzten 64 Mannschaften auch die 18 Erstligisten in den Wettbewerb ein. Die Pokalpaarungen wurden im Zweiunddreißigstelfinale anhand einer groben regionalen Vierteilung des großflächigen Landes, ab dann für jede Runde frei ausgelost und fanden grundsätzlich auf neutralem Platz statt; die Einnahmen wurden geteilt. Endete eine Begegnung nach Verlängerung unentschieden, wurden solange Wiederholungsspiele ausgetragen, bis ein Sieger feststand.

## Zweiunddreißigstelfinale
Spiele am 17. bzw. 24., Wiederholungsmatches am 24. bzw. 28. Januar 1965. Die Vereine der beiden professionellen Ligen sind mit D1 bzw. D2 bezeichnet, diejenigen der landesweiten Amateurspielklasse mit CFA, die höchsten regionalen Amateurligen als DH bzw. DHR („Division d’Honneur“ bzw. „Division d’Honneur Regionale“).
| - AS Cherbourg D2 – SCO Angers D1 3:2 n. V. - SSMC Miramas CFA – US Albi CFA 4:0 - FC Rouen D1 – Racing Paris D2 5:0 - FC Metz D2 – AC Évreux CFA 3:0 - AS Monaco D1 – AS Cannes D2 5:1 - AS Mutzig CFA – CS Louhans CFA 4:0 - FC Nantes D1 – Girondins Bordeaux D1 3:2 - OGC Nizza D2 – Olympique Nîmes D1 2:2 n. V., 2:1 - Stade Français Paris D1 – US Champagne DHR 9:2 - US Quevilly CFA – USO Bruay DH 3:3 n. V., 3:0 - AS Aix D2 – Gazélec FCO Ajaccio CFA 2:1 - AS Saint-Étienne D1 – FC Grenoble D2 3:1 - Stade Rennes UC D1 – Red Star OA D2 2:0 - Stade Reims D2 – US Dunkerque CFA 4:0 - CA Mantes DHR – ESA Brive CFA 2:0 - SC Amiens CFA – US Boulogne D2 2:1 n. V. | - FC Annecy CFA – SEC Bastia CFA 2:1 - AS Béziers D2 – RC Agathois Agde DH 2:1 - AAJ Blois CFA – Chamois Niort CFA 6:1 - VS Chartres DH – AS Brest CFA 3:1 - Olympique Saint-Quentin DH – FC Gueugnon CFA 0:0 n. V., 2:0 - CS Pierrots Strasbourg CFA – RCFC Besançon D2 2:0 - RC Lens D1 – RC Arras DH 3:0 - Sporting Toulon D1 – Olympique Lyon D1 1:0 n. V. - FC Toulouse D1 – FC Limoges D2 2:0 - US Valenciennes D1 – FC Dieppe CFA 5:0 - FC Hyères CFA – SO Montpellier D2 2:2 n. V., 3:2 - US Le Mans DH – Stade Quimper CFA 2:1 - FC Sochaux D1 – AC Chaumont CFA 2:2 n. V., 3:0 - OSC Lille D1 – AS Beauvais-Marissel DH 3:0 - RC Strasbourg D1 – US Forbach D2 2:0 - UA Sedan-Torcy D1 – JS Audun CFA 1:0 |

## Sechzehntelfinale
Spiele am 13./14., Wiederholungsmatches am 21. bzw. 24. Februar 1965
| - AS Cherbourg D2 – AAJ Blois CFA 0:0 n. V., 2:1 - SSMC Miramas CFA – CS Pierrots Strasbourg CFA 3:1 - FC Rouen D1 – FC Metz D2 2:1 - FC Nantes D1 – OSC Lille D1 2:2 n. V., 3:0 - OGC Nizza D2 – US Le Mans DH 2:0 - Stade Français Paris D1 – FC Annecy CFA 2:0 - AS Saint-Étienne D1 – AS Monaco D1 3:0 - Stade Rennes UC D1 – RC Lens D1 4:3 | - Stade Reims D2 – AS Béziers D2 2:1 - Olympique Saint-Quentin DH – VS Chartres DH 1:0 - Sporting Toulon D1 – US Quevilly CFA 2:0 - FC Toulouse D1 – AS Aix D2 1:0 - US Valenciennes D1 – CA Mantes DHR 6:1 - FC Sochaux D1 – FC Hyères CFA 2:1 - RC Strasbourg D1 – AS Mutzig CFA 1:0 n. V. - UA Sedan-Torcy D1 – SC Amiens CFA 2:1 n. V. |

## Achtelfinale
Spiele am 7., Wiederholungsmatches am 18. März 1965
| - OGC Nizza D2 – FC Toulouse D1 2:2 n. V., 1:0 - Stade Français Paris D1 – FC Nantes D1 3:1 n. V. - AS Saint-Étienne D1 – FC Rouen D1 1:0 - Stade Rennes UC D1 – Olympique Saint-Quentin DH 10:0 | - Sporting Toulon D1 – Stade Reims D2 2:1 - US Valenciennes D1 – AS Cherbourg D2 0:0 n. V., 3:0 - RC Strasbourg D1 – SSMC Miramas CFA 1:0 - UA Sedan-Torcy D1 – FC Sochaux D1 2:1 |

## Viertelfinale
Spiele am 4. April 1965
| - Stade Français Paris D1 – RC Strasbourg D1 2:1 - AS Saint-Étienne D1 – US Valenciennes D1 3:2 | - Stade Rennes UC D1 – OGC Nizza D2 5:2 - UA Sedan-Torcy D1 – Sporting Toulon D1 3:1 |

## Halbfinale
Spiele am 30. April bzw. 2. Mai 1965
| - Stade Rennes UC D1 – AS Saint-Étienne D1 3:0 | - UA Sedan-Torcy D1 – Stade Français Paris D1 4:3 |

## Finale

### 1. Endspiel
Spiel am 23. Mai 1965 im Pariser Prinzenparkstadion vor 36.789 Zuschauern
- Stade Rennes UC – UA Sedan-Torcy 2:2 n. V. (2:2, 1:2)

#### Mannschaftsaufstellungen
Auswechslungen waren damals nicht möglich.
Stade Rennes UC: Georges Lamia – Jean-Claude Lavaud, Yves Boutet , René Cédolin, Louis Cardiet – Jean-François Prigent, Marcel Loncle – André Ascensio, Daniel Rodighiéro, Claude Dubaële, Giovanni Pellegrini
Trainer : Jean Prouff
UA Sedan-Torcy: Pierre Tordo – Maxime Fulgenzy , Marc Rastoll, Charles Gasparini, Roger Lemerre – Michel Cardoni, Emilio Salaber – Yves Herbet, André Perrin, Jacques Marie, Yvan Roy
Trainer : Louis Dugauguez
Schiedsrichter: Michel Kitabdjian (Nice)

#### Tore
0:1 Marie (11.)

0:2 Perrin (15.)

1:2 Ascensio (44.)

2:2 Rodighiéro (61.)

### Wiederholungsspiel
Spiel am 27. Mai 1965 im Pariser Prinzenparkstadion vor 26.792 Zuschauern
- Stade Rennes UC – UA Sedan-Torcy 3:1 (0:1)

#### Mannschaftsaufstellungen
Auswechslungen waren damals nicht möglich.
Stade Rennes UC: Georges Lamia – Jean-Claude Lavaud, Yves Boutet , Louis Cardiet, Jean-Pierre Brucato – Jean-François Prigent, Marcel Loncle – André Ascensio, Daniel Rodighiéro, Claude Dubaële, Giovanni Pellegrini
Trainer : Jean Prouff
UA Sedan-Torcy: Pierre Tordo – Maxime Fulgenzy , Marc Rastoll, Charles Gasparini, Roger Lemerre – Jacques Marie, Emilio Salaber – Yves Herbet, André Perrin, Michel Cardoni, Yvan Roy
Trainer : Louis Dugauguez
Schiedsrichter: Michel Kitabdjian (Nice)

#### Tore
0:1 Herbet (20., per Elfmeter)

1:1 Rodighiéro (47.)

2:1 Loncle (77.)

3:1 Rodighiéro (86., per Elfmeter)

### Besondere Vorkommnisse
Zum fünften Mal musste ein Pokalendspiel wiederholt werden. Erstmals war dies 40 Jahre zuvor notwendig geworden, das zuvor letzte Mal 1963.
Spielführer „Max“ Fulgenzy und Trainer Dugauguez waren schon bei Sedans beiden Pokalsiegen 1956 und 1961 dabei gewesen. Auf Seiten der Bretonen hatten Rodighiéro (11), in dieser Saison auch zweitbester Torjäger der Division 1, und Pellegrini (8) alleine 19 der insgesamt 29 Treffer von Rennes erzielt.